# Hualcopo
Hualcopo Duchicela es un personaje que aparece en el libro Historia del Reino de Quito de la América Meridional del sacerdote Juan de Velasco. Según Velasco, fue el décimo cuarto scyri, shyri, shillis o scry, equivalente a «señor» quien combatió contra el emperador inca Tupac Yupanqui durante la expansión del Chinchaysuyo, padre de Cacha Duchicela y abuelo de Paccha Duchicela, en dicha obra Velasco describe a Hualcopo como el último monarca de los Shyris que gobernó en paz en el "Reino de Quito" que formaban las tribus de los caras, puruhaes y quitus antes de la llegada de los Incas.

## Confederación tribal
Comenzada hacia 1775, la obra Historia del Reino de Quito en la América Meridional empezó a publicarse cerca del final de la vida del autor, el jesuita Juan de Velasco. El primero de los cinco tomos apareció en 1790 y el segundo en 1791, considerando que el autor murió en 1792 los otros tres fueron publicados posiblemente de forma póstuma. El Reino de Quito que él describe, «una especie de unidad política que cubría casi todo el actual Ecuador», nunca existió. Los conceptos que utiliza en su obra son demasiado occidentales para describir bien la sociedad de ese tiempo y lugar. Desde el año 500 las alianzas entre comunidades se fueron consolidando hasta formar confederaciones estables, «cacicazgos o curacazgos de nivel local o supra local». Algunos de estos «señoríos étnicos» se mantuvieron pequeños pero otros fueron creciendo hasta sumar varios cacicazgos. Usualmente, el jefe de la aldea más grande de cada zona tenía más posibilidades de volverse el curaca cuyo poder se extendía usualmente sobre aquellos pueblos con los que tuviera mayor afinidad lingüística, religiosa y cultural.
La propiedad comunal de la tierra se mantuvo y las nuevas alianzas permitieron una mayor productividad y coordinación del trabajo comunitario. Esto también significó una mayor diferenciación social con un sector de gobernantes y que varios cargos de autoridad se volvieran hereditarios. Aunque no había clases sociales definidas, empezaban a formarse estamentos diferenciados de nobles que gobernaban los «señoríos» o «llactas», la gente común y los siervos (yanaconas). Esto empezó porque algunos cargos militares de guerreros empezaron a transmitirse de forma hereditaria o quedar vinculados al patrimonio familiar, aunque muchas veces también eran por mérito. Aún no había una organización de tipo estatal, pero si linajes que consolidaron las «alianzas étnicas» por medio de «complejos sistemas de parentesco y pertenencia étnica». Así nació una jerarquización entre estos jefes según el poder del cacicazgo y la autoridad militar de unos sobre otros. Estaban los «caciques mayores», de poder regional y que vivían en los centros de población más importantes; los caciques menores de los llajtacuna; y los jefes de los ayllus. De hecho, es probable que la invasión incaica motivara a estas entidades políticas a dejar atrás sus antiguas rencillas y formar una unidad política: la «Gran Confederación Quiteña».

En el extremo norte del actual Ecuador habitaban los Quillacingas y los Pastos. Entre los ríos Chota y Guayllabamba se dio un conjunto de señoríos conectados entre sí: Caranqui, Cochasquí, Otavalo y Cayambe. Éstos adquirieron gran importancia en la resistencia contra los incas. Quito se había constituido ya en un centro comercial y político. Hacia el sur estaban los señoríos de Panzaleo, Píllaro, Sigchos y Puruhá. El país de los yumbos, habitantes de la zona tropical del suroeste de Quito, tuvo gran importancia. Desde el nudo del Azuay hacia el sur se ubicaba el señorío Cañari, que cumpliría un papel histórico de gran relieve. En el extremo sur estaban los paltas.

## Cronología
La cronología del linaje de los shyris que retrata Velasco coincide demasiado bien con el de los incas y ha sido puesta en duda por ese motivo. Por otra parte, ambas dinastías sólo ofrecen fechas aproximativas basadas en investigaciones y comparaciones, siempre mezclando la historia con la leyenda. Velasco dice que la cultura inca duró 510 años antes de su conquista por parte de los españoles, aunque admite que el recuento de soberanos y sus años es muy discutido. Él fecha en 1450 los primeros contactos entre incas y quitus, en 1460 el comienzo de la guerra entre Túpac Yupanqui y Hualcopo y en 1463 la muerte de Hualcopo.
Según Alexander von Humboldt, Túpac Yupanqui conquistó Quito en 1470.
Diego de Esquivel y Navia, probable autor de las Noticias cronológicas de la gran ciudad del Cuzco, estimaba que Túpac Yupanqui conquistó a los huancabambas en 1448 y a los guayacundos en 1449.
El polímata francés Constantine Samuel Rafinesque dice que Túpac Yupanqui gobernó entre 1450 y 1481. Habría conquistado a los chachapoyas en 1457, a los ayahuacas (guayacundos) en 1463 tras tres años de guerra, a los canarinos en 1466, y el príncipe Huayna Cápac somete Quito en 1477, después de cuatro años de lucha.
Según José Antonio del Busto, el príncipe Túpac Yupanqui comando su primera campaña al norte (Chinchaysuyo) en 1461, conquistando a los chachapoyas. Otros fechan en 1480 la conquista de los chachapoyas por Túpac Yupanqui. Volviendo a Busto y Túpac Yupanqui, el entonces príncipe habría conquistado Quito y fundado Tumipampa en 1463 (segunda campaña septentrional). En 1466 habría conquistado a los chimús, en 1468 a los otaparis del Antisuyo y en 1471 sucedió a su padre.
Según la historiadora peruana María Rostworowski, la conquista de los chimús fue antes de la de los quiteños. Túpac Yupanqui permaneció varios años en Cajamarca, lanzando campañas anuales al norte. Después de derrotar a los chimús, marchó contra los chachapoyas y pasado un año lanzaba una expedición hasta Huancabamba, y pudo ser esta última en la que conquistó Quito. Un par de años después, tras haber regresado al Cuzco, decide seguir al norte y derrotar a los cañaris, momento en que empieza a construir Tumipampa. En este momento señala Rostworowski que fue que probablemente conquistó Quito, pasando un total de cuatro años en las nuevas adquisiciones imperiales. Después siguió en su expedición marítima con una flota de 20.000 hombres. Esta duró cerca de un año y volvió definitivamente a Cuzco para estar con su agonizante padre. Había estado fuera seis años.
La arqueóloga Inge Schjellerup sostiene, basada en Cieza de León, que Túpac Yupanqui cruzó el Marañón hacia el este para conquistar a los chachapoyas poco después de hacerse con Chimor y Cajamarca (acorde a ella, en 1471 y 1472 respectivamente) y antes de morir Pachacútic, probablemente en 1473.
El antropólogo ecuatoriano Alfredo Costales da las siguientes fechas: Túpac Yupanqui sube al trono en 1438 y entre 1447 y 1449 combate contra los chachapoyas, ayavacas y guancabambas, en 1449-1455 lucha contra los paltas, en 1457 impone su poder a los cañaris y en 1465 inicia el avance hacia Quito. En 1474 envía a su heredero a someter las regiones más septentrionales, pobladas cayambis, caranquis, cochaquíes y pastos. Huayna Cápac las dio por pacificadas en 1480. En 1481 volvió al Cuzco para reclamar el trono tras morir Túpac y debió afrontar una inmediata rebelión.
Otros sostienen que la conquista incaica comenzó en 1450 y duraría más de cuatro décadas de guerras constantes.

## Orígenes
Se han hecho diversas estimaciones sobre la cronología de esta confederación, desde su fundación hasta la conquista incaica del fraile Marcos de Niza en su Las dos líneas de los Incas y de los Scyris, Señores del Cuzco y del Quito habla de 18 monarcas sucediéndose desde el año 800. Por su parte, el abogado Melchor Bravo de Saravia en sus Antigüedades del Perú y el cacique Jacinto Collahuaso en su Guerras civiles de Atahualpa hablan de solo 15 reyes cuya dinastía se inició en 980 aproximadamente.
Los once primeros de la dinastía eran descendientes por línea masculina del Scyri Carán I, legendario fundador de Cara, capital de su gente, ubicada a orillas del río Chone. Durante los siguientes dos siglos, ocho o diez scyris expandieron sus territorios por el río Esmeraldas a la sierra andina hasta negociar una unión con el señor de Quitu. Ahí establecieron su nueva capital y expandieron sus territorios sobre las primitivas tribus cercanas.
En los pueblos conquistados establecieron pequeñas fortalezas donde vivían los gobernadores y guarniciones. En la provincia de Imbaya, la más grande y poblada, estalló una revuelta durante el reinado del cuarto o quinto Scyri, muriendo toda la guarnición allí establecida. La guerra fue feroz pero resultó pacificada al coste de despoblarla, debiendo traerse caras masivamente como colonos. A partir de entonces fue llamada Caranquis. El séptimo scyri conquistó Latacunga y el octavo Mocha, pero este último fue incapaz de doblegar a los puruhaes, centenarios enemigos de los guancavilcas y cañaris.
La línea masculina duró hasta el undécimo scyri, que ya muy anciano cambio las antiguas leyes de herencia. Según éstas, el señorío pasaba de padre a hijo y el gobernante no tenía hijos varones, pasaba a un sobrino hijo de una hermana suya, nunca de un hermano. El sucesor debía presentarse ante los jefes de la comunidad para ser aceptado como tal, de lo contrario estos erigirían a uno de ellos como nuevo scyri. El scyri nombró cogobernante y sucesora a su hija Toa, comprometiéndola con el hijo mayor y heredero de Condorazo, jefe de Puruhá, llamado Duchicela. Cuando los dos ancianos jefes murieron y se celebró el matrimonio, la confederación tribal nació. Era 1300 aproximadamente.

## Primeros años
Duchicela vivió cien años y gobernó setenta, principalmente paz. Él estableció alianzas matrimoniales con los cañaris y los habitantes de Paita. Le sucedió hacia 1370 su primogénito Autachi, que gobernaría otras seis décadas. Él desheredo a su hijo Guallca, hombre cruel y vicioso, e hizo al consejo de jefes reconocer como sucesor a su hermano menor Hualcopo. Este último hizo construir un magnífico palacio en la llanura de Callo, en Latacunga, que después sería destruido por Huayna Cápac, y empezó la construcción de otro en Pachusala.
Al sur, en Cuzco, el Sapa Inca Túpac Yupanqui terminaba un viaje de cuatro años en los que había recorrido y reorganizado su imperio. Había decidido someter a los chachapoyas. Otros dicen que el Inca había realizado campañas en el Contisuyo y el Collasuyo, después pasó tres años planificando la campaña al Chinchaysuyo. Alistó una hueste en Cajamarca pero al intentar cruzar el río Marañón se encontró con los huacrachucos intentando detener su avance pero los venció con facilidad. Como no estaba planeada tal campaña, volvió a Cajamarca, descanso sus tropas y volvió a su objetivo. Los chachapoyas resistieron ferozmente, cayendo una por una todas sus fortalezas hasta la capitulación final. Volvió a Cajamarca para descansar y se preparó para conquistar Huancabamba.
Las crónicas no están de acuerdo en el tamaño de la fuerza incaica, salvo que era grande y disciplinada: Pedro Sarmiento de Gamboa habla de 250.000, Pedro Cieza de León de 220.000, Juan de Santa Cruz Pachacuti Yamqui Salcamaygua de 120.000, y Diego de Esquivel y Navia e Inca Garcilaso de la Vega de 40.000. Esta última es la cifra más aceptada actualmente. La diferencia en los números puede deberse a que los cronistas incluyeron o no a las mujeres y demás indios de apoyo que acompañaban a los soldados imperiales. La fuerza estaba extraordinariamente bien organizada, entrenada y mandada, con equipos de ingenieros que construyeron templos, tambos, pucarás, canales de riego y caminos a medida que avanzaban, todo lo necesario para aprovisionar a la fuerza y asegurar las conquistas.
Cuando los incas llegaron a Huancabamba, Cascayungas y Cajas, el shyri entendió que pronto habría guerrera con ellos. Con esas zonas al sur de Puruhuá Hualcopo había establecido una débil red de alianzas y fácilmente sus habitantes pasaron a apoyar a los recién llegados. Otras fuentes dicen que la resistencia fue feroz y los incas se requirieron 40.000 soldados para doblegarlos, quedando esas tierras tan despobladas que tuvieron que traer mitimaes (colonos) de otras regiones del imperio. Sarmiento de Gamboa dice que la campaña duró «cinco lunas». Destaca la última resistencia en el fortín de Aypate, en el cerro Yantuma, donde muchos capitanes, al ver caer sus defensas, prefirieron lanzarse al vacío que rendirse al conquistador. El shyri no hizo nada y se dedicó a preparar fortificaciones en Puruhuá. Por ser tierra de sus ancestros y estar tan poblada que podía movilizar grandes ejércitos, Hualcopo pasó varios años en su capital, Liribamba. El shyri entrega algunas fortalezas a su hermano y general, Epiclachima, en tierras de los puruhuas. En la zona oriental hizo construir una nueva fortificación y un pequeño palacio donde nació su heredero, Cacha, de ahí el nombre del pueblo.
En cambio, Túpac Yupanqui había vuelto a Cuzco para inspeccionar la construcción de Sacsayhuamán y mandar hacer caminos durante algunos años. Después había anexado Paita y Tumbes, y al año siguiente subió a las sierras y sometido las provincias de Zarza y Cañar. A los paltas, superada una débil resistencia, los envió como mitimaes a Cuzco, donde fueron dispersados. Otras fuentes dicen que el Inca avanzó con 40.000 hombres y tuvo que luchar durante seis años. Al parecer, la guerra solo acabó cuando fue exterminada la población masculina de esas tribus.
Los cañaris le dejaron avanzar por su territorio y construir puentes colgantes hasta llegar a la llanura del Tarqui, donde los cuzqueños fueron destrozados. El Inca tuvo que traer refuerzos de la capital para someterlos. También le ayudaron contingentes de ayabacas y chachapoyas pues su ejército estaba muy desgastado al empezar esa campaña y los cañaris, al mando del cacique Dumma, recibían ayuda de Quito. Finalmente, pasados seis años de guerra seguida, Túpac Yupanqui y sus 40.000 combatientes (para entonces muy mermados), volvieron a la llanura donde fueron emboscados y derrotaron y capturaron al jefe quiteño Pillahuaso en la batalla de Tarqui Cumbe. El Sapa Inca ya llevaba trece años de campañas septentrionales. También había dedicado dos años a construir palacios, fortalezas y la ciudad de Tumipampa en territorio cañari. Solamente lo separaban de los dominios de Hualcopo las pequeñas provincias de Alausí y Tiquizambi. Conseguidas estas nuevas adquisiciones, el Inca volvió a Cuzco para atender las tareas del gobierno. Pasado un tiempo volvió a Tumipampa para conquistar algunos pueblos primitivos de las regiones septentrionales sin mayor resistencia. Regreso a Cuzco a gobernar por varios años.

## Guerra con el Inca
Cuando los cuzqueños anexaron Alausí y Tiquizambi Hualcopo avanzó sobre este último territorio, que desde hacía muchos años era un aliado de Quito. En Cuzco respondieron organizando una fuerza de 40.000 efectivos que estableció en Tumipampa su base de operaciones. Hualcopo empezó a llamar a sus aliados a las armas, consiguiendo apoyos desde los puruháes y pastos. Para resistir, los norteños probablemente movilizaron una fuerza equiparable a los invasores del sur, aproximadamente 40.000 combatientes.
El Inca le envió mensajeros invitándolo a someterse a él voluntariamente pero el shyri se negó y proclamó que lucharía por mantener sus tradiciones y leyes sin intervención externa. Los incas lo hicieron retroceder en reñidos combates y establecían fortalezas para controlar las zonas conquistadas. Los incaicos derrotaron la resistencia de los caciques y lugartenientes del shyri en Alausí y Guasuntos tomando los fuertes. Hualcopo hace construir las fortalezas de Achupallas y Pumallacta, que encarga a su hermano mientras él se refugia en Tixibamba. El Sapa Inca les puso sitio a esas fortificaciones encontrando fuerte resistencia. Algunas fuentes dicen que en estos momentos muere Hualcopo de cansancio y le sucede Cacha. Después de tomarlas, el cuzqueño siguió avanzando, arrasando otros fuertes y combatiendo guerrillas en las llanuras, especialmente peligrosos resultaron los puruháes que gustaban atacar los campamentos incaicos de noche.
Finalmente, los cuzqueños avanzaron hasta el nudo de Tiocajas, donde encontraron una sólida fortaleza que tomaron tras tres meses de asedio y masacrando a los defensores en el proceso. Costales dice que el asedio se prolongó por año y medio. Después de caer el fuerte, Epiclachima dudo pero finalmente presentó batalla campal en Tixán, donde murió junto a 16.000 de sus soldados; habían pasado solamente seis meses de guerra. Al parecer el Inca debió volver a Cuzco para traer refuerzos.
Desmoralizado por la derrota, Hualcopo se retira a Liribamba con los supervivientes con la esperanza de encontrar a los refuerzos pedidos a Quito, pero sin encontrarlos ahí decide seguir a Mocha. Es entonces que nombra a Calicuchima, el hijo de su recientemente fallecido hermano, nuevo comandante de sus ejércitos. Otros dicen que fue a su propio hijo Cacha. En Latacunga un ejército de cañaris, puruháes, panzaleos, quitus, cayambis y caranquis se concentra bajo la dirección de Pillahuaso y el shyri decide esperar a los cuzqueños. Cuando Túpac Yupanqui llegó le ofreció nuevamente la paz a cambio del sometimiento, pero como el shyri nuevamente se negó, el Inca atacó pero sus asaltos fueron inútiles ante las sólidas posiciones defensivas de los norteños y decidió desistir de la campaña para afianzar su autoridad sobre las nuevas tierras conquistadas. Otros dicen que Latacunga fue destruida y la victoria incaica fue tal que el Túpac Yupanqui se retiró creyéndose victorioso se retiró, dejando colonos y guarniciones en la zona. Costales considera que los cuzqueños conquistaron Mocha y Liribamba tras sangrientos combates, dejando a los norteños a concentrar una gran fuerza multiétnica entre Ambato y Quito. Los incaicos triunfaron a los pies del Chimborazo y tomaron la capital confederada. Logrado este completo triunfo, el Inca mando al auqui (príncipe) Huayna Cápac a someter a las revoltosas tribus ubicadas aún más al norte, pasando en campaña varios años hasta volver a Cuzco para reclamar el trono por la muerte de Túpac.
Para Garcilaso de la Vega el ejército de Túpac Yupanqui tomó Quito pasados dos años de devastadora guerra y requiriendo la llegada del auqui Huayna Cápac, de veinte años, con 12.000 refuerzos. Después el Inca volvió a Cuzco. El príncipe pasaría otros tres años sometiendo los otros pueblos de la región, en particular a los quillacingas, pastos, otavalos y caranquis. Al ver lo primitivas que eran estas sociedades decidió regresar a Cuzco. Busto también cree que Túpac Yupanqui conquistó Quito, pero en su versión, esto habría sucedido mientras aún era príncipe heredero de su padre. Costales dice que, después de conquistar a los paltas y cañaris, los cuzqueños pasaron dieciocho años desgastándose en combates contra puruháes, tacungas, ambatos, quitus, caranquis y pastos.

## Sucesión
Hualcopo murió apenas tres años después que Túpac Yupanqui volvió al Cuzco y fue sucedido por su hijo Cacha. Había reinado por treinta y tres años.